# Bo Tjeder
Bo Karl Herman Tjeder, född 29 april 1901 i Stora Tuna socken, död 4 juli 1992 i Lund, var en svensk entomolog.
Auktorsnamnet Tjeder kan användas för Bo Tjeder i samband med ett vetenskapligt namn inom zoologin; se Wikipedia-artiklar som länkar till auktorsnamnet.

## Biografi
Bo Tjeder var son till stationsinspektoren Carl Tjeder. Han studerade vid Falu högre allmänna läroverk och var där studiekamrat med Karl-Herman Forsslund och båda kom där att intressera sig för entomologin. Som handledare hade de under sitt sista år Einar Klefbeck. Han avlade studentexamen i Falun 1920 och hade gärna fortsatt sina naturvetenskapliga studier men måste av ekonomiska skäl avstå och sökte sig i stället till Göteborgs handelsgymnasium varefter han 1922 anställdes vid Göteborgsbankens kontor i Falun. 1957 blev han kamrer vid bankens provinscentrum i Falun. Han fortsatte dock sitt entomologiska intresse, särskilt nattsländorna var ett av hans främsta intressen, men från 1930 började han även intressera sig för nätvingarna och näbbsländor, från 1932 även storharkrankarnas taxonomi. Tjeders hem kom att bli en internationell knutpunkt för dessa insektsgruppers utforskade. Så länge Einar Klefberg och Oscar Sjöberg levde kom Falun även att bli ett svensk entomologiskt centrum. Till en början intresserade sig Tjeder mestadels för den svenska faunan men kom efterhand att vidga sina intressen. 1963 erhöll Tjeder slutligen genom Naturvetenskapliga forskningsrådet ett anslag motsvarande hans lön på banken som gav honom en heltidsanställning som forskare knuten till Lunds universitet. 
Bo Tjeder blev 1957 filosofie hedersdoktor vid Lunds universitet.